# سیاه‌مرغ چوپی
سیاه‌مرغ چوپی (نام علمی: Gnorimopsar chopi) نام یک گونه از تیره سیاه‌پره‌ایان است.